# Krtek a autíčko (počítačová hra)
Krtek a autíčko je počítačová hra pro počítače Sinclair ZX Spectrum a kompatibilní (například Didaktik). Jedná se o hru českého původu, autorem je Kybersoft, autorem hudby je Miroslav Hlavička a autorem úvodního obrázku a obrázku autíčka ve hře Tomáš Vilím (pod přezdívkou Universum). Vydavatelem hry byla společnost Proxima – Software v. o. s., hra byla vydána v roce 1990 jako součást souboru her Bad Dream.
Hráč ovládá postavu Krtka, který nakládá programy na nákladní auto. Musí je naložit tak, aby náklad nikde nepřečníval. Tento úkol Krtkovi ztěžují pružíci. Někteří pružíci se pohybují náhodně, jiní se vydají přímo ke Krtkovi, jakmile se Krtek dostane do jejich blízkosti. Na obranu před pružíky má Krtek malé rýčky, které po nich může házet a tím pružíky omráčí. Také může použít jablko, které Krtkovi dodá dostatek energie k odstranění pružíků nebo k rozbití překážejících beden s programy. Hra je rozdělena na 30 úrovní, v každé z nich si Krtek vydělá na část svého vysněného autíčka.